# Överraskningen
Överraskningen är en novell av Stig Dagerman. Den publicerades i tidskriften All världens berättares julnummer 1948. Den är utgiven i bokform i Dikter, noveller, prosafragment (1983) och i Nattens lekar. Samlade noveller och prosafragment (2014).

## Handling
Novellen handlar om en pojke som bor ensam med sin mor efter att hon blivit änka. De får en inbjudan att fira pojkens farfar som fyller sjuttio år. Fast att de är fattiga vill de ge honom en fin present och överraska honom med en intalad grammofonskiva som pojken har läst in. När pojken ska avslöja överraskningen genom att spela upp skivan tror farfadern att talet kommer från en radioapparat som står på och säger bryskt till pojken "Kan du inte stänga den där förbannade pratlådan!".

## Källa
Stig Dagerman Nattens lekar. Samlade noveller och prosafragment, Norstedts 2014